# スペクトラム S-40 フリーダム
スペクトラム S-40 フリーダムは、超軽量ジェット機(VLJ)に分類されるビジネスジェットとして開発されていた。しかしながら、製造会社のスペクトラム・エアロノーティカル社は2021年1月に廃業した。

## 概要
2006年、フロリダ州オーランドでのNBAA会合にて、スペクトラム・エアロノーティカル社から2番目のVLJとなるS-40が発表された。S-40は、競合するリアジェット 60, ホーカー 800とサイテーションXLSの中で客室が最も広い。最大離陸重量は10,000 lb以下でS-33と同様にVLJとして分類された。
スペクトラム S-40 フリーダムは新しい中型の超軽量ジェット機で、設計、生産はスペクトラム・エアロノーティカル社が革新的な炭素－エポキシ生産工程を用いることで従来の同規模のアルミ合金製の機体の1/3の重量で生産できた。
航空機は高度45,000 ftを巡航するように設計されていた。速度は最大435 ノット (マッハ 0.76)で航続距離は最大2,030 nm (3,750 km)で従来の同規模のアルミ合金製のビジネス機に比べて燃料消費は約半分だった。
S-40 フリーダムは連邦航空局と合同航空当局の型式証明を2010年に取得すると推定されていた。中型のスペクトラム フリーダム S-40はスペクトラム社にとって最新の航空機だった。幾つかの独特の炭素繊維－エポキシ生産技術により、S-40はS-33の概念を拡大し客室の大きさは他社の同規模の機体よりも広かった。スペクトラム社はGEホンダのHF120エンジンのローンチカスタマー2社の内の1社だった。小売価格は620万ドルだった。(2006年の時点)

## 技術
S-40は6席あり、立ち上がれる客室、計器飛行に対応していて時速430マイルで2,200 マイルの航続距離を実現した。エンジンの配置は他の多くの機体よりも離れているのでS-30とS-40の客室内は静かで気圧は10 PSIに与圧されている。

## 仕様
- 乗員:1名
- 乗客:7-9人
- 全長:16.4 m
- 全幅:13.9 m
- 全高:3.6 m
- 最大離陸重量:4,336 kg
- 機内高さ: 6 ft 0 in (1.8 m)
- 機内幅: 6 ft 0 in (1.8 m)
- 機内長さ (客室仕切りからPB迄): 16 ft 0 in (4.9 m)
- 機内長さ (計; PBからPB迄): 21 ft 2 in (6.45 m)

- エンジン：GE ホンダ HF120
- エンジンの種類：ターボファン
- エンジン数：双発
- 推力：1,700 lbf(7.43 kN)
- 最大速度：497 mph, 806 km/h
- 航続距離：2,513 mi, 4,074 km
- 巡航高度：13,725 m
- 速度あたりの燃料消費(nm/lbs. of fuel): 0.81 nm
- エンジンのオーバーホール間隔: 5,000 時間
- FL450迄の時間 (MTOW): 20分未満